# Responsa

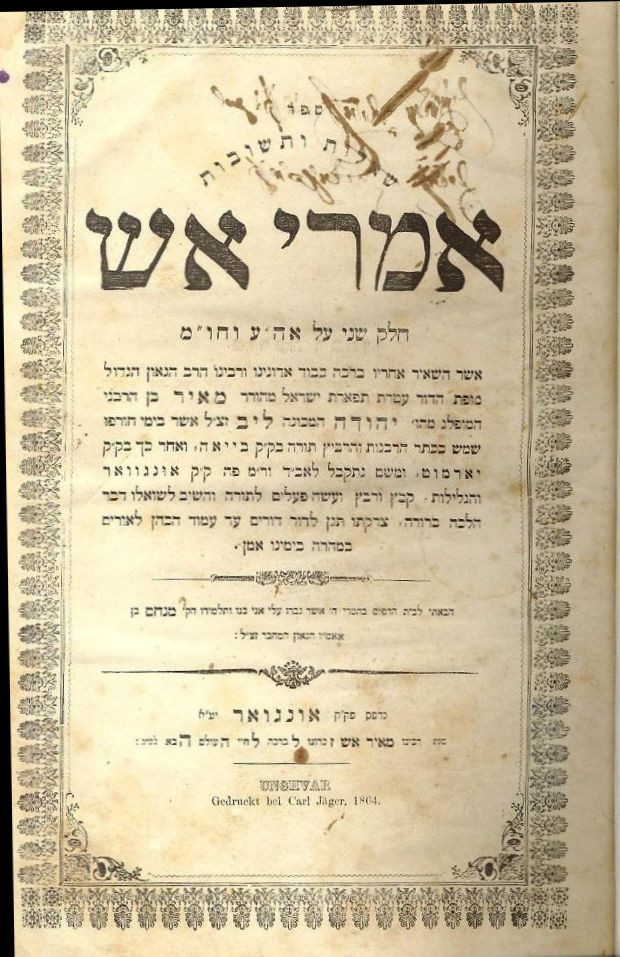
Responsa por Maharam Esh, 1864.

A Responsa fornece respostas para perguntas sobre o judaísmo e a vida judaica. Diferente das resoluções, que são adotadas por voto nas convenções, responsa fornece um guia, e não governança. 
Como um grupo de literatura, a responsa publicada revela um grande consenso em perguntas importantes que o judaísmo contemporâneo encontra.